# Stadion Miejski w Goce Dełczewie
Stadion Miejski – stadion piłkarski w Goce Dełczewie, w Bułgarii. Obiekt może pomieścić 6500 widzów. Swoje spotkania na stadionie rozgrywają piłkarze klubu Pirin Goce Dełczew.